# أمالي كريستي
أمالي كريستي (بالنرويجية البوكمول: Amalie Christie)‏ هي موسيقية وعازفة بيانو نرويجية، ولدت في 21 ديسمبر 1913 في فانغ في النرويج، وتوفيت في 4 مارس 2010 في باروم في النرويج.